# Linfield Belfast
Linfield F.C. je sjevernoirski nogometni klub koji igra u Irskoj Premier Ligi. Klub je osnovan u ožujku 1886. u južnom Belfastu. Linfield igra na stadionu u Windsor Parku s kapacitetom od 18.167 gledatelja. Svjetski su rekorderi po broju osvojenih trofeja.

## Uspjesi
- Prvenstvo Sjeverne Irske: 1890/91., 1891/92., 1892/93., 1894/95., 1897/98., 1901/02., 1903/04., 1906/07., 1907/08., 1908/09., 1910/11., 1913/14., 1921/22., 1922/23., 1929/30., 1931/32., 1933/34., 1934/35., 1948/49., 1953/54., 1954/55., 1955/56., 1958/59., 1959/60., 1960/61., 1961/62., 1965/66., 1968/69., 1970/71., 1974/75., 1977/78., 1978/79., 1979/80., 1981/82., 1982/83., 1983/84., 1984/85., 1985/86., 1986/87., 1988/89., 1992/93., 1993/94., 1999/00., 2000/01., 2003/04., 2005/06., 2006/07., 2007/08., 2009/10., 2010/11., 2011/12., 2016/17., 2018/19., 2019/20., 2020/21., 2021/22.

- Prvenstvo Sjeverne Irske (neslužbena): 1915/16., 1917/18., 1942/43., 1944/45., 1945/46.

- Kup Sjeverne Irske: 1890/91., 1891/92., 1892/93., 1894/95., 1897/98., 1898/99., 1901/02., 1903/04., 1911/12., 1912/13., 1914/15., 1915/16., 1918/19., 1921/22., 1922/23., 1929/30., 1930/31., 1933/34., 1935/36., 1938/39., 1941/42., 1944/45., 1945/46., 1947/48., 1949/50., 1952/53., 1959/60., 1961/62., 1962/63., 1969/70., 1977/78., 1979/80., 1981/82., 1993/94., 1994/95., 2001/02., 2005/06., 2006/07., 2007/08., 2009/10., 2010/11., 2011/12.

- Liga-kup Sjeverne Irske: 1986/87., 1991/92., 1993/94., 1997/98., 1998/99., 1999/00., 2001/02., 2005/06., 2007/08., 2009/10., 2010/11., 2011/12.

- Gold Cup: 1921., 1922., 1924., 1927., 1928., 1929., 1931., 1936., 1937., 1943., 1949., 1950., 1951., 1956., 1958., 1960., 1962., 1964., 1966., 1968., 1969., 1971., 1973., 1980., 1982., 1984., 1985., 1988., 1989., 1990., 1997.

- City Cup: 1895., 1898., 1900., 1901., 1903., 1904., 1908., 1910., 1920., 1922., 1927., 1929., 1936., 1938., 1950., 1952., 1958., 1959., 1962., 1964., 1968., 1974.

- Ulster Cup: 1949., 1956., 1957., 1960., 1962., 1965., 1968., 1971., 1972., 1975., 1978., 1979., 1980., 1985., 1993.

- County Antrim Shield:: 1899., 1904., 1906., 1907., 1908., 1913., 1914., 1917., 1922., 1923., 1928., 1929., 1930., 1932., 1933., 1934., 1935., 1938., 1942., 1947., 1949.,[1] 1953., 1955., 1958., 1959., 1961., 1962., 1963., 1966., 1967., 1973., 1977., 1981., 1982., 1983., 1984., 1995., 1998., 2001., 2004., 2005., 2006.

- Setanta Cup: 2005.

## Reference i napomene
1. ↑   natjecanje je osvojila Linfieldova rezervna momčad - Linfield Swifts